# Sale Marasino
Sale Marasino är en ort och kommun i provinsen Brescia i regionen Lombardiet i Italien. Kommunen hade 3 347 invånare (2018).